# Keena Turner
Keena Turner (Chicago, 22 ottobre 1958) è un ex giocatore di football americano statunitense che ha giocato nel ruolo di linebacker per tutta la carriera con i San Francisco 49ers della National Football League (NFL). Al college ha giocato a football alla Purdue University.

## Carriera professionistica
Turner fu scelto dai Miami Dolphins nel corso del secondo giro (39º assoluto) del Draft NFL 1980 ma fu scambiato coi San Francisco 49ers prima dell'inizio della stagione regolare. Fu uno dei soli cinque giocatori a vincere tutti i quattro Super Bowl conquistati dalla franchigia nel corso corso degli anni ottanta, assieme al quarterback Joe Montana, al wide receiver Mike Wilson, al cornerback Eric Wright e alla safety Ronnie Lott. Nel 1984 terminò con un primato in carriera di 4 intercetti, venendo convocato per il suo unico Pro Bowl.

## Palmarès

### Franchigia
- Super Bowl : 4

San Francisco 49ers: XVI, XIX, XXIII, XXIV
- National Football Conference Championship: 4

San Francisco 49ers: 1981, 1984, 1988, 1989

### Individuale
- Convocazioni al Pro Bowl: 1

1984

## Statistiche
| Partite totali | 153  |
| Sack           | 19,5 |
| Intercetti     | 11   |